# Ty Burrell
Tyler Gerald Burrell (Grants Pass, Oregón, 22 de agosto de 1967) es un actor estadounidense de cine y televisión. Es principalmente conocido por interpretar a Phil Dunphy en la serie Modern Family, papel por el cual ganó dos premios Emmy y cinco premios SAG, entre otros. También se destacan sus actuaciones de voz en Mr. Peabody & Sherman y Buscando a Dory.

## Biografía
Nació el 22 de agosto de 1967 en Grants Pass (Oregón) y creció en Applegate. Asistió al Instituto Hidden Valley, donde jugó al fútbol americano y fue liniero en los Hidden Valley Mustangs, y a la Universidad del Sur de Oregón, donde se graduó en artes teatrales en 1993.
Su debut cinematográfico tuvo lugar en 2001, cuando realizó un pequeño papel en la película Evolution, mientras que en televisión se estrenaría ese mismo año como invitado en el episodio «The Women of Qumar» de la serie The West Wing. Desde entonces ha aparecido en varias películas, telefilmes y series de televisión. En 2009 pasó a formar parte del reparto principal de Modern Family con el papel de Phil Dunphy, por el que recibió una nominación a los premios Primetime Emmy como «Mejor actor de reparto en serie de comedia» en 2010 y fue premiado en la edición de 2011.

## Filmografía
Cine:
| Año  | Película                           | Personaje            | Notas |
| ---- | ---------------------------------- | -------------------- | ----- |
| 2001 | Evolution                          | Coronel Flemming     |       |
| 2001 | Black Hawk Down                    | Wilkinson            |       |
| 2004 | Dawn of the dead                   | Steve                |       |
| 2004 | In Good Company                    | Enrique Colon        |       |
| 2005 | Down in the Valley                 | sheriff/cowboy       |       |
| 2006 | Amigos con dinero                  | Aaron                |       |
| 2006 | The Darwin Awards                  | Emile                |       |
| 2006 | Fur                                | Allan Arbus          |       |
| 2007 | National Treasure: Book of Secrets | Connor               |       |
| 2008 | The Incredible Hulk                | Leonard Samson       |       |
| 2009 | Leaves of Grass                    | profesor Sorenson    |       |
| 2010 | Fair Game                          | Fred                 |       |
| 2010 | Morning Glory                      | Paul McVee           |       |
| 2011 | Butter                             | Bob Pickler          |       |
| 2012 | Goats                              | Frank                |       |
| 2014 | Muppets Most Wanted                | Jean Pierre Napoleon |       |
| 2014 | Las aventuras de Peabody y Sherman | Mr. Peabody          | Voz   |
| 2016 | Buscando a Dory                    | Bailey               | Voz   |
| 2016 | Storks                             | Mr. Gardner          | Voz   |
| 2017 | Rough Night                        | Pietro               |       |

Televisión:
- Law & Order - (2 episodios, 2000 y 2003) - Herman Capshaw y Paul Donatelli
- The West Wing - (1 episodio, 2001) - Tom Starks
- Law & Order: Special Victims Unit - (1 episodio, 2002) - Alan Messinger
- Out of Practice - (21 episodios, 2005 - 2006) - Dr. Oliver Barnes
- Lipshitz Saves the World - (2007) - hombre de rojo
- Back to You - (17 episodios, 2007 - 2008) - Gary Crezyzewski
- Fourplay - (2008) - Christopher
- Damages - (1 episodio, 2009) - Douglas Schiff
- Modern Family - (2009 - 2020) - Phil Dunphy
- Glenn Martin, DDS - (1 episodio, voz, 2010)
- The Super Hero Squad Show - (2 episodios, 2010) - Capitán Marvel (voz)
- Doctora Juguetes - (1 episodio, 2012) - Big Jack (voz)
- Key and Peele - (1 episodio, 2015) - Militar alemán

## Premios

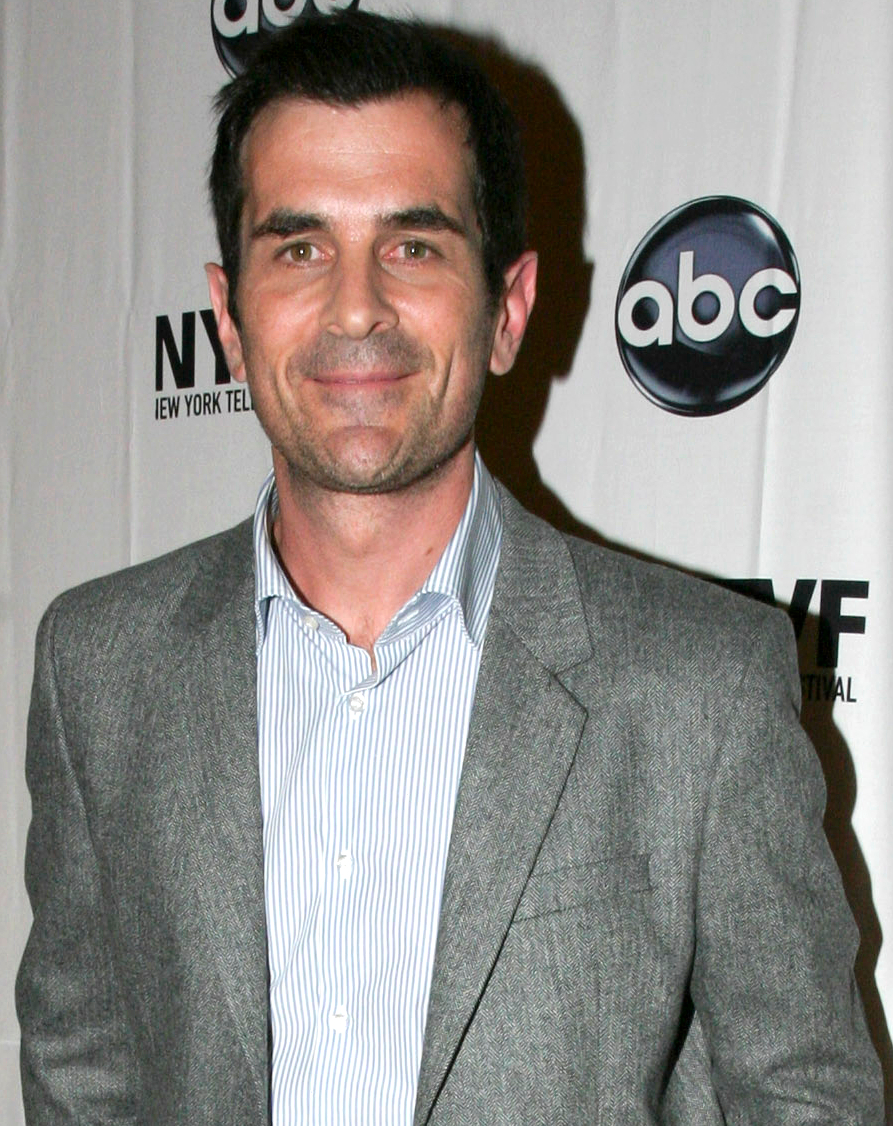
Ty Burrell en el Festival de Televisión de Nueva York de 2011.

Premios Emmy
| Año  | Categoría                                   | Serie         | Resultado |
| ---- | ------------------------------------------- | ------------- | --------- |
| 2010 | Mejor actor de reparto en comedia o musical | Modern Family | Nominado  |
| 2011 | Mejor actor de reparto en comedia o musical | Modern Family | Ganador   |
| 2012 | Mejor actor de reparto en comedia o musical | Modern Family | Nominado  |
| 2013 | Mejor actor de reparto en comedia o musical | Modern Family | Nominado  |
| 2014 | Mejor actor de reparto en comedia o musical | Modern Family | Ganador   |
| 2015 | Mejor actor de reparto en comedia o musical | Modern Family | Nominado  |
| 2016 | Mejor actor de reparto en comedia o musical | Modern Family | Nominado  |

Sindicato de Actores
| Año  | Categoría                              | Serie         | Resultado |
| ---- | -------------------------------------- | ------------- | --------- |
| 2009 | Mejor reparto de televisión - Comedia  | Modern Family | Nominado  |
| 2010 | Mejor reparto de televisión en comedia | Modern Family | Ganador   |
| 2010 | Mejor actor de televisión en comedia   | Modern Family | Nominado  |
| 2011 | Mejor reparto de televisión - Comedia  | Modern Family | Ganador   |
| 2011 | Mejor actor de televisión - Comedia    | Modern Family | Nominado  |
| 2012 | Mejor reparto de televisión - Comedia  | Modern Family | Ganador   |
| 2012 | Mejor actor de televisión - Comedia    | Modern Family | Nominado  |
| 2013 | Mejor reparto de televisión - Comedia  | Modern Family | Ganador   |
| 2013 | Mejor actor de televisión - Comedia    | Modern Family | Ganador   |
| 2014 | Mejor reparto de televisión - Comedia  | Modern Family | Nominado  |
| 2014 | Mejor actor de televisión - Comedia    | Modern Family | Nominado  |
| 2015 | Mejor reparto de televisión - Comedia  | Modern Family | Nominado  |
| 2015 | Mejor actor de televisión - Comedia    | Modern Family | Nominado  |
| 2016 | Mejor reparto de televisión - Comedia  | Modern Family | Nominado  |
| 2016 | Mejor actor de televisión - Comedia    | Modern Family | Nominado  |